# Hippology
Hippology ist ein Wissenswettbewerb im angloamerikanischen Raum, bei dem es um Pferdethemen geht. In den Vereinigten Staaten und in weiteren Ländern nehmen jährlich viele Jugendliche an Hippology-Wettkämpfen teil. Die Wettbewerbe werden beispielsweise von 4-H, Future Farmers of America, im Rahmen von Landwirtschaftsausstellungen oder Zuchtschauen ausgerichtet.
Die Fragen betreffen alle Pferdethemen, beispielsweise Geschichte, berühmte Pferde der Geschichte, Zucht, Exterieur, Farben, Rassen, Pferdehaltung, Giftpflanzen, Fütterung, Pferdekrankheiten, Anatomie, Training, Ausrüstung, Gangarten, Westernreiten, Dressur, Fahren, Anspannung, Wettbewerbe oder die Pferdebranche.

## Phasen
Ein Hippology-Wettbewerb besteht aus folgenden vier Phasen. Umfang und Schwierigkeit ist an die Altersklasse angepasst. Für jeden Wettbewerb werden die relevanten Quellen im Voraus bekannt gegeben.
- Bei der Pferdebeurteilung müssen sowohl am Halfter als auch unter dem Reiter vorgestellte Pferde bewertet werden.
- Bei der schriftlichen Prüfung wird unter anderem ein Multiple-Choice-Test mit 50 Fragen gefordert.
- In der ID-Stations-Phase müssen an zehn Stationen anhand von Multiple-Choice-Fragen jeweils zehn Bilder oder Objekte identifiziert werden. Jede Station hat ein Thema, beispielsweise Anatomie, Giftpflanzen, Zaumzeug etc. Das Zeitlimit beträgt zwei Minuten pro Station.
- In der Teamphase haben die aus drei oder vier Mitgliedern bestehenden Teams 10–15 Minuten Zeit, um ihre Aufgabe gemeinsam zu diskutieren und eine Präsentation ihrer Lösung vorzubereiten. Die mündliche Präsentation dauert ungefähr fünf Minuten. Die Bewertung der Teams erfolgt nach deren Teamarbeit in der Diskussionsphase, die Qualität der Lösung und der Präsentation.